# All Bandits
All Bandits – polski zespół oi! założony w 1999 roku w Lubinie.

## Kontrowersje
Zespół jest krytykowany, ponieważ w wywiadach i swoich tekstach określa się jako apolityczny, jednak jego teksty są patriotyczne i zakrawające o nacjonalizm. Grywa też z zespołami neonacjonalistycznymi, antysemickimi i rasistowskimi.

## Aktualny skład
- Radosław Augustynów – wokal, gitara
- Konrad Bajger – wokal, bas
- Piotr Lehki – wokal, gitara
- Przemysław Kumor – wokal
- Andrzej Nikitin – perkusja

## Dyskografia
- CD „Made in Poland”(2003), Olifant Rec.
- split CD All Bandits vs. Lumpex 75 „Pojedynek o Mistrzowski Pas” (2005), Olifant Rec.
- CDEP „Dzieci Ulicy” (2005), Racing Rock Rec.
- 7” „Edycja Limitowana” (2009), Olifant Rec. & NADSAT Prod.
- 7” split: all bandis / the Gits „Oi! Pro Patria” (2009), Olifant Rec. & NADSAT Prod.
- 7” „Made in Poland” (2009), Poink Rec.

Kompilacje :
- CD „NADSAT vol.4” (2009)
- Muzyka ulicy muzyka dla mas:
  - CD „Muzyka Ulicy – Muzyka Dla Mas vol.1” (2004)[5][6][7],
  - CD „Muzyka Ulicy – Muzyka Dla Mas vol.2” (2006)[8][9][10],
  - CD „Muzyka Ulicy – Muzyka Dla Mas vol.3” (2014)[11][12][13][14],
  - CD, kaseta: „Muzyka Ulicy – Muzyka Dla Mas vol.4” (2016)[15][16],
- CD „Polska gola!” (2006),
- CD „Polska gol vol. 2” (2012),
- CD „Prowadź mnie ulico” – „Prowadź mnie ulico vol. 1” (2004), utwór nr 28: „Punk”[17][18][19]
- CD „Punks, Skins & Rudeboys now vol.11”.
- CD „Tribute to Rezystencja” – Rezystencja (Olifant Records 2008), utwór nr 1: „My Jesteśmy Skinheads”[20][21]
- CD „Tribute to Ramzes & The Hooligans” – Ramzes & The Hooligans (Olifant Records 2008), utwór nr 7: „Wypijmy Jeszcze Raz”[22][23]
- CD „Festiwal Orle Gniazdo – Wydanie jubileuszowe” (2017), utwór nr 2: „Wk*#!w Się Rodzi!”[24][25]

DVD:
- „Live & Loud” (all bandits, Rezystencja, Bulbulators, Lumpex 75)